# La Métaphore du manioc
 (octobre 2021).
Si vous disposez d'ouvrages ou d'articles de référence ou si vous connaissez des sites web de qualité traitant du thème abordé ici, merci de compléter l'article en donnant les références utiles à sa vérifiabilité et en les liant à la section « Notes et références ».
Pour plus de détails, voir Fiche technique et Distribution.
La Métaphore du manioc est un court métrage franco-camerounais réalisé par Lionel Meta en 2010.

## Synopsis
Yaoundé, à l’aube. Coco, camerounais d’une vingtaine d’années conduit dans son taxi une jolie jeune femme. Sur la route de l’aéroport, il lui fait la cour ; mais celle-ci paraît absente. Mélancolique, elle regarde les rues de la ville qu’elle quitte.

## Fiche technique
- Titre original : La Métaphore du manioc
- Réalisation : Lionel Meta
- Scénario : Lionel Meta
- Production :  Ether Productions
- Distribution : Agence du court métrage
- Acteurs : Ricky Tribord, Mata Gabin, Daniel Ndo
- Musique : Olivier Bessaignet
- Photographie : Christophe Larue
- Montage : Fabien Wouters
- Genre : comédie dramatique
- Durée : 15 minutes

## Distinctions

### Récompenses
- 2010 : 
  - Festival international du film d’Amiens (France) : Prix du public ; Prix Cinécourt
  - Festival du 1er court métrage de Pontault Combault (France) : Mention spéciale Apollo +
  - Festival des cinémas d’Afrique du pays d’Apt (France) : Mention spéciale du Jury
  - Festi’Val d’Oise du Court (France) : Prix du meilleur film
  - Ecrans noirs de Yaoundé (Cameroun) : Écran du meilleur court métrage
  - Festival international du court métrage d’Abidjan (Côte d’Ivoire) : Grand Prix Fica d’Or ; Meilleure actrice ; Meilleur acteur
- 2011 :
  - Cinamazonia, Guyane (France) : Prix Canal plus
  - Cinemigrante, Buenos Aires (Argentine) : Mention spéciale du Jury
  - Festival Focus du Mée sur Seine (France) : Prix international
  - Festival du court métrage d’Atakpamé (Togo) : Grand Prix ; Prix du Jury professionnel
  - In the Palace international short film festival, Balchik (Bulgarie) : Mention spéciale à Mata Gabin ; Nommé pour le meilleur film
  - Festival du film court de Voiron (France) : Grand Prix
  - Fespaco (Burkina Faso) : Mention spéciale du Jury ; Prix de l’espoir de la Loterie Nationale du Burkina : Prix du meilleur talent émergent de la Francophonie (OIF)
  - Festival Etang d’Arts de Marseille (France) : Prix du meilleur film
  - Festival de court métrage de Lussac (France) : Prix de la meilleure fiction ; Mention spéciale à Ricky Tribord
  - Festival Armoricourt de Plestin-les-Grèves (France) : Prix spécial du Jury
  - Rencontres audiovisuelles de Douala (Cameroun) : Totem d’Or ; Prix du meilleur court métrage
- 2012 : 
  - Luxor African Film Festival (Égypte) : Prix iShabab du meilleur premier film
  - Festival CinéSud, Saint-Geordes-de-Didonne (France) : Mention du Jury à Mata Gabin

### Festivals
- 2010 : 
  - Festival international de Clermont-Ferrand (France)
  - Tampere film festival (Finland)
  - Rencontres Cinémaginaires d’Argelès sur mer (France)
  - Addis Ababa international short film festival (Ethiopia)
  - Norwegian short film festival (Norway)
  - Festival du cinéma euro-africain de N’djamena (Tchad)
  - Durban International Film Festival (South Africa)
  - Palm Springs international shortfest (USA)
  - Zanzibar international film festival (Tanzanie)
  - Warsaw film festival (Poland)
  - Sao Paulo international short film festival (Brazil)
  - Festival international du film d’Afrique et des Iles (La Réunion, France)
  - Festival Courts Courts de Tourtour (France)
  - Festival international du cinéma francophone en Acadie (Canada)
  - Starz Denver film festival (USA)
  - Africa in Motion, Edinburgh African Film festival (United Kingdom)
  - Chicago international film festival (USA)
  - Festival du court métrage de Limoges (France)
  - European short film festival of Cologne (Allemagne)
  - Festival Ecran Libre d’Aigues Mortes (France)
  - Festival Court c’est court, Cabrières d’Avignon (France)
- 2011 :
  - Festival CinemAfrica, Stockholm (Suède)
  - Festival Quintessence, Ouidah (Benin)
  - Festival du film court francophone, Vaulx-en-Velin (France)
  - Festival international des programmes audiovisuels, Biarritz (France)
  - Festival Cinéma et Migrations, Agadir (Maroc)
  - Cinequest Film Festival, San Jose (USA)
  - Festival méditerranéen des Nouveaux Réalisateurs, Larissa (Grèce)
  - Festival du film francophone de Kalamazoo (USA)
  - Gulf film festival, Dubaï (Émirats arabes unis)
  - Festival de Cine Africano de Tarifa (Espagne)
  - Festival Vues d’Afrique de Montréal (Canada)
  - Festival international du cinéma et de l'audiovisuel (Burundi)
  - Mulhouse Tous Courts (France)
  - Rencontres interrégionales du documentaire et du court métrage (Guyane)
  - Festival international du film panafricain, Cannes (France)
  - Rencontres cinématographiques de Bejaïa (Algérie)
  - Seattle international film festival (USA)
  - Festival Autour du court, Nogent (France)
  - Maremetraggio film festival, Trieste (Italie)
  - Festival international du film vidéo de Vébron (France)
  - Guanajuato international film festival (Mexique)
  - Festival Cinémas d’Afrique, Lausanne (Suisse)
  - Favourites film festival, Berlin (Germany)
  - Festival international de Contis (France)
  - Rencontres du cinéma d’Afrique et des Iles, Mayotte (France)
  - Film Africa, London (Royaume-Uni)
  - Southern Appalachian international film festival (USA)
  - Festival Tambour Battant, Genève (Suisse)
- 2012 :
  - Festival Image et Vie, Dakar (Sénégal)
  - Festival Femi de Guadeloupe (France)
  - Festival Polyglotte, Nort-sur-Erdre (France)
  - Festival L’Ombre d’un Court, Jouy-en-Josas (France)
  - Festival Regards d’Afrique en Allier (France)
  - Festival CineMigrante de Bogota (Colombie)